# Lilium arboricola
Lilium arboricola är en liljeväxtart som beskrevs av William Thomas Stearn. Lilium arboricola ingår i släktet liljor, och familjen liljeväxter. Inga underarter finns listade.